# Източнорумелийска милиция
Източнорумелийската милиция е войската на автономната област Източна Румелия.

## Формиране
Временните руски власти, установили се в Южна България в резултат от победата в Руско-турската война, започват формирането на източнорумелийските въоръжени сили през декември 1878 година с обособяването на подразделенията на Българската земска войска от Сливенската и Пловдивската губерния под отделно (руско) командване. Новата формация е преименувана в „Източнорумелийска милиция“ на 1 март 1879 година. През май същата година тя е реорганизирана в съответствие с Органическия устав на Източна Румелия в 12 пехотни дружини, 1 учебен батальон, 1 полуескадрон, 1 полубатарея и 1 сапьорна рота.

## Командване
Съгласно Органическия устав, милицията е местна военна сила и е подчинена на османската армия, като при нашествия или военни действия е задължена да я подкрепи.
Командва се от Главен щаб на милицията и жандармерията, който се състои от началник, двама старши адютанти, началник-щаб и началници на различните отделения и служби. Първи началник на милицията е френският бригаден генерал Виктор Виталис (с началник-щаб френският подполковник Тустен дьо Мануар), наследен от пруските генерали на турска служба Вилхелм Щрекер (от 1879 до 1884 година) и Август фон Дригалски (1884–1885).
Главният щаб е попълнен с офицери от немски, френски и английски произход на служба при Високата порта. Първият българин – майор Сава Муткуров, е назначен в щаба през 1883 година. По-голяма част от дружините се командват от руски офицери, а останалите както и ротите и взводовете – от български. През годините броят на руснаците е намален неколкократно в полза на българите на командни длъжности.

## Състав
Военната служба в Източна Румелия е задължителна за мъжете на възраст между 20 и 32 години. Поради финансови и конституционни ограничения, само ⅓ от новобранците служат две години. Останалите преминават двумесечно обучение. От юни 1879 година 1-ва пловдивска, 10-а хасковска и 12-а бургаска дружина се формират в боен състав, а останалите – в мирновременен. През 1881 година се формират и Пловдивски и Сливенски офицерски обществен съд.
Прослужилите редовната служба са записвани в първо (22- до 24-годишните), второ (на възраст от 24 до 28 години) и трето опълчение (от 29 до 32 години).
Към края на Временното руско управление милицията наброява 7 500 военнослужещи. До 1882 броят им спада под 2 300. В навечерието на Съединението в милицията служат 3 500 души. В периода, докато тя съществува, през редовно обучение преминават 16 000 души. Отделно от тях, през 1879 е образуван резерв на милицията, който достига 21 000 души.

## Разформироване
Източнорумелийската милиция участва дейно в Съединението с Княжество България. Рано сутринта на 6 септември 1885 година войскови части под командването на майор Данаил Николаев се заклеват във вярност на княз Александър Батенберг, след което блокират конака на генералния губернатор в Пловдив и пропускат голямоконарската чета на Продан Тишков – Чардафон, който арестува губернатора Гаврил Кръстевич. Заповедите на командващия генерал Дригалски за защита на румелийската власт са пренебрегнати, а руските офицери от милицията се въздържат от участие в събитията.
Непосредствено след Съединението източнорумелийската милиция се влива в армията на Княжеството. С княжески указ №61 от нея са формирани 5-а пеша бригада (9-и пехотен пловдивски и 10-и пехотен родопски полк), 6-а пеша бригада (11-и пехотен сливенски и 12-и пехотен балкански полк), 3-ти конен полк и 3-ти артилерийски полк.